# عبد الله الغامدي (لاعب كرة قدم مواليد 1995)
عبد الله محمد الغامدي مواليد 1 يناير 1995 في السعودية، هو لاعب كرة قدم سعودي يلعب حالياً في نادي وج.

## مسيرة اللاعب
لعب سابقاً في النادي الأهلي في الفئات السنية و نادي جدة ونادي البكيرية ونادي الخليج ونادي نجران ونادي الترجي ونادي وج.